# Škoda 30,5 cm K10
Lo Škoda 30,5 cm K10 era un cannone navale austro-ungarico impiegato sulle navi da battaglia della k.u.k. Kriegsmarine durante la I guerra mondiale. Dopo la sconfitta austriaca e l'acquisizione di alcune unità da parte dell'Italia, fu impiegato anche dalla Regia Marina italiana come cannone costiero, denominato cannone da 305/42, fino alla seconda guerra mondiale.

## Storia
Questo cannone fu sviluppato dalla Škoda come armamento primario in torre delle navi da battaglia classe Radetzky, le ultime navi da battaglia pre-dreadnought della marina austro-ungarica realizzate a partire dal 1907. Questo tipo di nave era però già superato all'ingresso dalla rivoluzione apportata nel mondo navale dalle prime dreadnought, inaugurata dalla HMS Dreadnought. Già nel 1910 sugli scali dello Stabilimento Tecnico Triestino venne impostata la SMS Viribus Unitis capoclasse dell'omonima classe di monocalibre. Per armare queste navi la Škoda realizzò una seconda serie di 52 cannoni, solo questi effettivamente denominati K10, che differivano dalla prima serie per la camera di scoppio più lunga di 5 cm. Inoltre diversi erano pure gli impianti, costituiti da quattro torri trinate per nave.
Dopo la fine della Grande Guerra, la SMS Tegetthoff e la SMS Erzherzog Franz Ferdinand vennero cedute come riparazione di guerra dalla k.u.k. Kriegsmarine al Regno d'Italia, mentre la SMS Radetzky e la SMS Zrinyi si consegnarono alla US Navy. Le quattro navi rimasero a lungo a Venezia in disarmo ed infine, tra il 1922 ed il 1926, vennero demolite ad Ancona ed a La Spezia in esecuzione delle clausole sul disarmo delle Potenze centrali. I cannoni da 305/42 furono recuperati (così come gli Škoda 15 cm K10 ed i Škoda 7 cm K10) ed assegnati alle batterie costiere antinave della Regia Marina e della MILMART. Alcuni risultavano ancora in servizio allo scoppio della seconda guerra mondiale.

## Tecnica

### La bocca da fuoco
La bocca da fuoco era costituita dalla canna in acciaio e dall'otturatore a cuneo orizzontale; essa impiegava una munizione separata a "cartoccio-bossolo", costituita dalla granata, pesante 450 kg (452 kg quella italiana), e dalla carica di lancio da 138 kg contenuta in un bossolo d'ottone. Nella prima serie di cannoni la carica di lancio era minore in quanto la camera di scoppio della culatta era più corta di 5 cm. La cadenza di tiro di tre colpi al minuto poteva essere mantenuta per i primi minuti, per attestarsi poi su 1-2 colpi al minuto.

### Le torri
L'installazione in torre poteva brandeggiare di 140° a sinistra ed altrettanti a destra. Il settore di elevazione delle bocche da fuoco andava da -3° a + 20°, ma per la ricarica dovevano essere portate a +2°. Alla massima elevazione la portata era di 20 000 m. Le torri soffrivano di alcuni problemi di progettazione: la protezione era scarsa, soprattutto sulla cintura corazzata tra torre e la casamatta sottostante. Le cupole dei telemetri, poste sulla sommità delle torri, erano sovradimensionate, cosicché, se colpite, sarebbero saltate via scoperchiando la copertura corazzata. Anche il sistema di ventilazione era difettoso, poiché in combattimento, quando il rateo di fuoco era massimo, esso risucchiava in torretta i gas di sparo: fu calcolato che, dal momento in cui l'impianto entrava in funzione, entro 15 minuti sarebbe venuto a mancare l'ossigeno ai serventi. Infine, le torri trinate sovrapposte sulle Viribus Unitis, pesanti ognuna 630 tonnellate, causavano distorsioni nello scafo e richiesero un irrigidimento ed appesantimento delle strutture.

### Impianti costieri
Nel primo dopoguerra furono previste diverse destinazioni per il cannone da 305/42 nell'ambito della riorganizzazione della difesa costiera. Nel 1931 venne progettata l'installazione su affusti singoli di questi cannoni a Trapani, a Pantelleria ed a Tobruk. A Ischia, Ponza e Capri venne progettata l'installazione di tredici pezzi, mentre a Pantelleria era previsto un impianto in torre trinata. Allo scoppio della seconda guerra mondiale, i tre pezzi su affusto singolo approntati per Tobruk vennero utilizzati per la realizzazione della Batteria Cattaneo di Taranto, una struttura in piazzole aperte mai terminata a causa dell'armistizio. Oltre a questi risultavano disponibili nel 1941 venti bocche da fuoco per le quali scarseggiava però il munizionamento. Di questi, sei pezzi vennero affustati per le difese di Tobruk e Tripoli e due per l'imbarco sui pontoni armati GM 191 e GM 192.